# Lijst van attractieparken in de Verenigde Staten
Dit is een lijst van attractieparken in de Verenigde Staten.

## A
- Adventure City (Anaheim, Californië)
- Adventuredome (Las Vegas, Nevada)
- Adventureland (Altoona, Iowa)
- Adventureland (Farmingdale, New York)
- Adventure Landing (Jacksonville Beach, Florida)
- Alabama State Fairgrounds (Birmingham, Alabama)
- Arnolds Park (attractiepark) (Arnolds Park, Iowa)
- Astroland (Brooklyn, New York)

## B
- Bay Beach Amusement Park (Green Bay, Wisconsin)
- Bayville Amusements (Bayville, New York)
- Beech Bend (Bowling Green, Kentucky)
- Bell's Amusement Park (Tulsa, Oklahoma)
- Belmont Park (San Diego, Californië)
- Blue Diamond Park (New Castle, Delaware)
- Boardwalk Fun Park (Grand Prairie, Texas)
- Boomers! (Dania, Florida)
- Buffalo Bill's Resort & Casino (Primm, Nevada)
- Busch Gardens Tampa (Tampa, Florida)
- Busch Gardens Williamsburg (Williamsburg, Virginia)

## C
- California's Great America (Santa Clara, Californië)
- Camden Park (Huntington, West Virginia)
- Camelbeach Waterpark (Tannersville, Pennsylvania)
- Canobie Lake Park (Salem, New Hampshire)
- Carowinds (Fort Mill, South Carolina)
- Casino Pier (Seaside Heights, New Jersey)
- Castle Amusement park (Riverside, Californië)
- Castles n' Coasters (Phoenix, Arizona)
- Cedar Point (Sandusky, Ohio)
- Celebration City (Branson, Missouri)
- Charleston's Wonder World (Charleston, South Carolina)
- City Park Carousel Gardens (New Orleans, Louisiana)
- Clementon Park & Splash World (Clementon, New Jersey)
- Cliff's Amusement Park (Albuquerque, New Mexico)
- Como Town (St. Paul, Minnesota)
- Coney Island - Independent Vendor 1 (Brooklyn, New York)
- Coney Island - Independent Vendor 2 (Brooklyn, New York)
- Coney Island - Kaufman - East (Brooklyn, New York)
- Coney Island - Kaufman - West (Brooklyn, New York)
- Conneaut Lake Park (Conneaut Lake, Pennsylvania)
- Cotaland (Austin, Texas)
- Cypress Gardens Adventure Park (Cypress Gardens, Florida)

## D
- DelGrosso's Amusement Park (Voormalig Bland's Park), Tipton, Pennsylvania)
- Deno's Wonder Wheel Amusement Park (Brooklyn, New York)
- Disney-MGM Studios (Walt Disney World, Lake Buena Vista, Florida)
- Disneyland (Anaheim, Californië)
- Disney's Animal Kingdom (Walt Disney World, Lake Buena Vista, Florida)
- Disney California Adventure Park (Anaheim, Californië)
- Disney World (Lake Buena Vista, Florida)
- Dixie Landin' (Baton Rouge, Louisiana)
- Dollywood (Pigeon Forge, Tennessee)
- Dorney Park & Wildwater Kingdom (Allentown, Pennsylvania)
- Dutch Wonderland (Lancaster, Pennsylvania)

## E
- Elitch Gardens (Denver, Colorado)
- Epcot (Walt Disney World, Lake Buena Vista, Florida)

## F
- Family Kingdom (Myrtle Beach, South Carolina)
- Frontier City (Oklahoma City, Oklahoma)
- Fun Spot America (Kissimmee, Florida)
- Fun Spot Amusement Park & Zoo  (Angola, Indiana)

## G
- Geauga Lake & Wildwater Kingdom (Aurora, Ohio)
- Gilroy Gardens (Gilroy, Californië)
- Glenwood Caverns Adventure Park (Glenwood Springs, Colorado)

## H
- Hersheypark (Hershey, Pennsylvania)
- Holiday World & Splashin' Safari (Santa Claus, Indiana)

## I
- Idlewild and Soak Zone (Ligonier, Pennsylvania)
- Indiana Beach (Monticello, Indiana)

## J
- Jolly Roger Amusement Park (Ocean City, Maryland)
- Joyland Amusement Park (Lubbock, Texas)
- Joyland Amusement Park (Wichita, Kansas)

## K
- Kennywood (West Mifflin, Pennsylvania)
- Kentucky Kingdom (Louisville, Kentucky)
- Kings Dominion (Doswell, Virginia)
- Kings Island (Cincinnati, Ohio)
- Knoebels Amusement Park & Resort (Elysburg, Pennsylvania)
- Knott's Berry Farm (Buena Park, Californië)

## L
- Lagoon Amusement Park (Farmington, Utah)
- Lake Compounce (Bristol, Connecticut)
- Lakemont Park (Altoona, Pennsylvania)
- Legoland California (Carlsbad, Californië)
- Legoland Florida (Winter Haven, Florida)
- Luna Park (New York)

## M
- Magic Kingdom (Walt Disney World, Lake Buena Vista, Florida)
- Magic Springs (Hot Springs, Arkansas)
- Michigan's Adventure (Muskegon County, Michigan)
- Morey's Piers (Wildwood, New Jersey)
- Morgan's Wonderland (San Antonio, Texas)

## N
- Niagara Amusement Park & Splash World (Grand Island, New York)
- Nickelodeon Universe (Bloomington, Minnesota)
- Nickelodeon Universe Theme Park (East Rutherford, New Jersey)

## P
- Pacific Park (Santa Monica, Californië)
- Playland Park (Rye, New York)
- Playland's Castaway Cove (Ocean City, New Jersey)
- Playmobil FunPark (Palm Beach Gardens, Florida)

## Q
- Quassy Amusement Park, (Middlebury, Connecticut)

## S
- Santa's Village (Jefferson, New Hampshire)
- Schlitterbahn (New Braunfels, Texas)
- Schlitterbahn (Galveston, Texas)
- Seabreeze Amusement Park (Irondequoit, New York)
- SeaWorld (Orlando, Florida)
- SeaWorld (San Antonio, Texas)
- SeaWorld (San Diego, Californië)
- Sesam Place Philadelphia (Fairless Hills, Pennsylvania)
- Sesam Place San Diego (Chula Vista, Californië)
- Silver Dollar City (Branson, Missouri)
- Silverwood Theme Park (Athol, Idaho)
- Six Flags America (Baltimore, Maryland, Washington D.C.)
- Six Flags Discovery Kingdom (Vallejo, Californië)
- Six Flags Darien Lake (Darien, New York)
- Six Flags Elitch Gardens (Denver, Colorado)
- Six Flags Fiesta Texas (San Antonio, Texas)
- Six Flags Great America (Chicago, Illinois)
- Six Flags Great Adventure (Jackson, New Jersey)
- Six Flags Great Escape Lodge & Indoor Waterpark (Lake George, New York)
- Six Flags Hurricane Harbor (Arlington, Texas)
- Six Flags Hurricane Harbor (Jackson, New Jersey)
- Six Flags Hurricane Harbor (Los Angeles, Californië)
- Six Flags Hurricane Harbor Phoenix (Phoenix, Arizona)
- Six Flags Magic Mountain (Los Angeles, Californië)
- Six Flags New England (Springfield, Massachusetts)
- Six Flags New Orleans (New Orleans, Louisiana)
- Six Flags Over Georgia (Atlanta, Georgia)
- Six Flags Over Texas (Arlington, Texas)
- Six Flags Hurricane Harbor SplashTown (Spring, Texas)
- Six Flags St. Louis (St. Louis, Missouri)
- Six Flags White Water (Atlanta, Georgia)
- Six Flags Wild Safari (Jackson, New Jersey)
- Six Gun City (Jefferson, New Hampshire)
- Sonoma TrainTown Railroad (Sonoma, Californië)
- Splashtown (Houston, Texas)
- Story Land (Glen, New Hampshire)

## T
- Tweetsie Railroad (Boone, North Carolina)
- Typhoon Texas (Katy, Texas)

## U
- Universal Orlando Resort (Orlando, Florida)
- Universal Studios Hollywood (Los Angeles, Californië)
- Universal Kids Resort (Frisco, Texas)

## V
- Valleyfair! (Shakopee, Minnesota)

## W
- Waldameer Park (Erie, Pennsylvania)
- Walt Disney World (Lake Buena Vista, Florida)
- Water Country USA (York County, Virginia)
- Wild Adventures (Valdosta, Georgia)
- Wild Waves (Federal Way, Washington)
- Wonderland Amusement Park (Amarillo, Texas)
- Worlds of Fun (Kansas City, Missouri)

## Z
- Zoombezi Bay (Powell, Ohio)